# Hanspeter Weidmann
Hanspeter Weidmann (geb. 1958 in Schlieren) ist ein Schweizer Produkt-, Möbel- und Raumdesigner.

## Leben und Werk
Hanspeter Weidmann absolvierte nach einem Jurastudium 1982 ein Praktikum als Bootbauer und Hochbauzeichner. Anschliessend besuchte er bis 1985 die Hochschule für Gestaltung und Kunst Basel (HFG). Danach betrieb er bis 2007 sein eigenes Atelier für Produkt-, Möbel- und Raumdesign in Basel. Bekannt wurde Hanspeter Weidmann Mitte der 1980er-Jahre mit seinen kombinierbaren Containermöbeln aus Metallblechen. 1984 entstand die aus drei einfachen Blechformen bestehende Schuhkippe, mit der Weidmann maximalen Stauraum bei minimalem Platzbedarf erzeugte. Weidmann schuf zudem eine weniger bekannte Holzmöbelkollektion für den finnischen Hersteller Artek.
Seine Arbeiten präsentierte er in zahlreichen Ausstellungen im In- und Ausland. Zudem befinden sie sich in den Sammlungen des Museums für Gestaltung Zürich und des Museums für Kunst und Gewerbe Hamburg.
Hanspeter Weidmann erhielt 1991 den Design Preis Schweiz sowie ein Bundesstipendium für angewandte Kunst.